# 糠谷真平
糠谷 真平（ぬかや しんぺい、1941年〈昭和16年〉1月22日 - 2016年〈平成28年〉11月27日）は、日本の経済企画官僚。経済企画事務次官などを歴任。

## 略歴
- 1959年（昭和34年） 都立戸山高校卒業[3]
- 1962年（昭和37年） 国家公務員採用上級甲種試験（経済）合格
- 1963年（昭和38年）3月 東京大学教養学部教養学科人文地理分科卒業[4][5]
- 1963年（昭和38年）4月 経済企画庁入庁、調査局
- 1967年（昭和42年）4月 大蔵省主計局出向
- 1969年（昭和44年）7月 プリンストン大学留学[4]
- 経済企画庁長官官房秘書課課長補佐
- 1979年（昭和54年）1月30日 経済企画庁長官官房参事官兼物価局物価調整課物価管理室長
- 1979年（昭和54年）9月21日 免兼物価局物価調整課物価管理室長
- 1981年（昭和56年）4月 臨時行政調査会主任調査員[4]
- 1983年（昭和58年）4月15日 経済企画庁物価局物価調整課長
- 1985年（昭和60年）6月1日 国土庁計画・調整局計画課長
- 1987年（昭和62年）8月11日 経済企画庁調整局調整課長
- 1988年（昭和63年）7月18日 経済企画庁長官官房秘書課長
- 1989年（平成元年）9月18日 経済企画庁長官官房経済企画参事官、総合計画局審議官
- 1992年（平成4年） 国土庁計画・調整局長
- 1995年（平成7年）6月21日 経済企画庁調整局長
- 1996年（平成8年）6月21日 経済企画事務次官
- 1998年（平成10年）6月23日 依願退官
- 1998年（平成10年）6月24日 経済企画庁顧問
- 1999年（平成11年）7月5日 国民生活センター理事長
- 2011年（平成23年）4月29日 瑞宝重光章受章[6]
- 2016年（平成28年）11月27日 肺炎のため死去。叙正四位[7]